# Hinter der Cluse
Hinter der Cluse ist ein Wohnplatz im Wuppertaler Wohnquartier Herbringhausen im Stadtbezirk Langerfeld-Beyenburg. Auf Kartenwerken wird der Ort auch als Jägerhof bezeichnet. Der Wuppertaler Rundweg durchquert den Ort.

## Geografie
Hinter der Cluse liegt am Rande der Garschager Heide an der Landesstraße 411 auf 324 m ü. NHN auf der höchsten Stelle des Höhenzugs zwischen den Tälern des Herbringhauser Bachs und der Wupper. Östlich liegen die Weiler In der Hardt und Frielinghausen, südlich der Wohnplatz Cluse und nördlich der Weiler Grünental.

## Geschichte
Die Landesstraße 411 war im Mittelalter Teil des Heerwegs Köln–Dortmund, ein bedeutender mittelalterlicher Handels-, Pilger- und Heerweg zwischen dem Rhein und Westfalen. Auf der östlichen Seite der Landesstraße befand sich im Flurstück „Im Galgenfeld“ die Richtstätte des Amtes Beyenburg. Reisende, die auf der Altstraße vom Amt Bornefeld in das Amt Beyenburg einreisten, wurden zur Warnung direkt an der Amtsgrenze mit den Leichen der hingerichteten Straftäter konfrontiert. Der dortige Verbleib eines Körpers über einen Zeitraum von neun Jahren ist aus dem Jahr 1597 belegt.